# Giessbachwaterval
De Giessbachwaterval (Giessbachfall) is een waterval in het Zwitserse Kanton Bern vlak bij de stad Brienz. De waterval is onder andere te bereiken vanaf het Meer van Brienz met de Giessbachbahn. Deze kabelspoorweg is speciaal aangelegd om het Grandhotel Giessbach te ontsluiten en daarmee ook de watervallen. Deze waterval is een  cascade, een waterval die in verschillende trappen naar beneden komt.
De imposante waterval, gelegen aan de Brienzersee, komt voort uit de bergbeek Giessbach, die in 14 trappen over een totale afstand van meer dan 500 meter vanuit de bekkens van Axalp-Faulhorn naar beneden valt. Boven waterval IX wordt de beek overspannen door een voetbrug, waardoor deze zonder nat te worden kan worden overgestoken. Het voetpad loopt bij waterval VIII achter het vallende water langs. De grootste trap heeft een hoogte van 35 m (ook waterval VIII).